# Accohannock (tribu)
Los Accohannock son una tribu Amerindia de Maryland, situada en Marion. Los Accohannocks originalmente habitaban el territorio que en la actualidad incluye la Orilla Este de Maryland y Virginia. El territorio incluía a las aldeas de casas de la Bahía de Chesapeake en Crisfield, Maryland.
La Tribu India de los Accohannock es una sub-tribu Algonquian-parlante de la nación Powhatan y parte de la Confederación Accomac. La política colonial en el siglo XV debilitó y desmontó la cultura nativa. Con la pérdida de su territorio, el autogobierno y otros aspectos de la tribu fueron destruidos.
Históricamente, eran cazadores y agricultores. Cazaban animales como ciervos, alces y osos, y tenían cultivos como el calabacín y una variedad del maíz.
Al día de hoy, son una tribu no reconocida federalmente incorporada en el estado de Maryland.